# 2016년 철도
다음은 2016년 철도에 관한 목록이다.

## 사건사고
- 2월 9일 - 독일 바이에른주 바트아이블링에서 통근열차가 정면 충돌하여 10명이 사망하고 150명이 부상을 입었다.
- 4월 22일 - 대한민국 전라선 율촌역에서 성산역 방향 전방 200m 지점에서 여수엑스포역 방향으로 운행중이던 무궁화호 열차가 탈선 사고가 발생하였다. 이 사고로 1명이 사망하고 8명이 부상을 입었다.
- 5월 28일 - 대한민국 서울 지하철 2호선 구의역에서 구의역 스크린도어 사망 사고가 발생해 김모(19)씨가 사망하였다.
- 6월 1일 - 대한민국 경기도 남양주시 진접읍 금곡리 수도권 전철 4호선 진접선 지하철 공사현장에서 붕괴사고가 발생해 4명이 사망하고 10명이 부상을 입었다.
- 10월 19일 - 대한민국 서울 지하철 5호선 김포공항역에서 서울 지하철 5호선 김포공항역 사망 사고가 발생해 김모씨가 사망하였다.

## 개통
- 1월 30일 - 대한민국 신분당선 정자역 - 광교역 구간 (미금역 미개통)
- 2월 3일 - 대한민국 인천공항 자기부상철도 인천국제공항역 - 용유역 구간
- 2월 27일 - 대한민국 수인선 인천역 - 송도역 구간
- 3월 26일 - 일본 홋카이도 신칸센 신아오모리역 - 신하코다테호쿠토역 구간
- 4월 30일 - 대한민국 용산선 효창공원역
- 7월 30일 - 대한민국 인천지하철 2호선
- 9월 24일 - 대한민국 경강선 판교역 - 경기광주역 - 이천역 - 여주역 구간
- 12월 9일 - 대한민국 수서고속철도